# 노벨라라

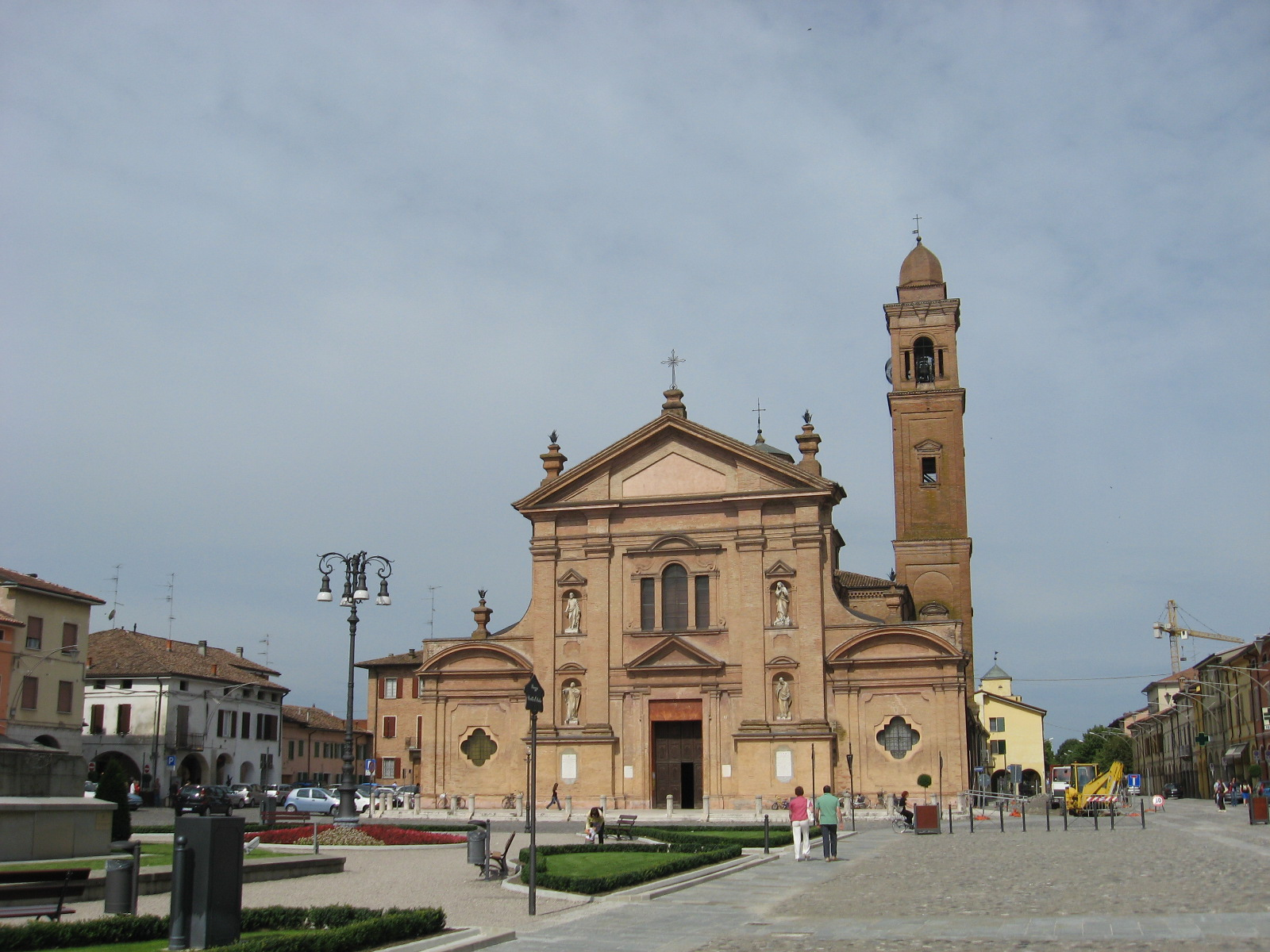
노벨라라 우니타 디탈리아 광장(Piazza Unità d'Italia)

노벨라라(이탈리아어: Novellara)는 이탈리아 에밀리아로마냐주 레조넬에밀리아도에 위치한 코무네로 면적은 58km2, 높이는 24m, 인구는 13,955명(2012년 6월 30일 기준), 인구 밀도는 240명/km2이다. 레조넬에밀리아에서 북쪽으로 18km 정도 떨어진 곳에 위치한다.

## 자매 도시
- 체코 노비이친
- 쿠바 상크티스피리투스